# Complexe logaritme

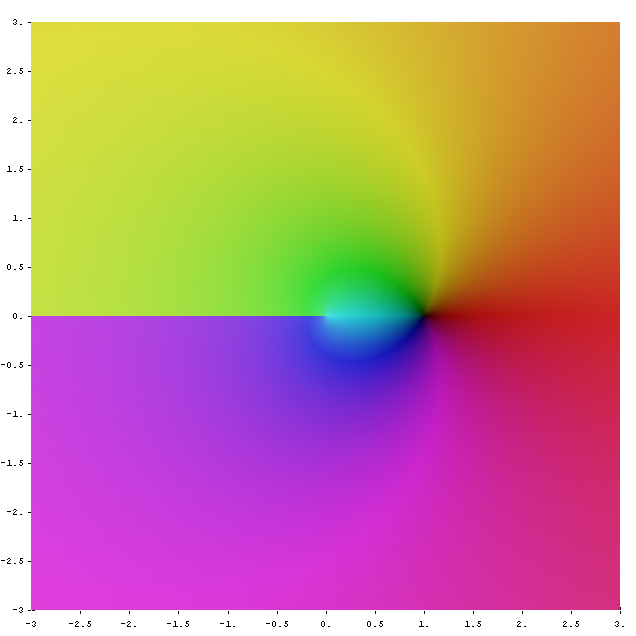
Complexe logaritme met een kleurafbeelding

In de functietheorie is een complexe logaritme de inverse van de complexe exponentiële functie, net zoals de natuurlijke logaritme y = ln x de inverse is van de reële exponentiële functie x = e y. Een logaritme van {\displaystyle z} is dus een complex getal {\displaystyle w}, zodanig dat {\displaystyle e^{w}=z}. De notatie is {\displaystyle w=\log z}.
Omdat ieder complexe getal {\displaystyle z} ongelijk aan 0 dus een oneindig aantal logaritmen heeft, is de nodige zorg vereist om de logaritme een eenduidige betekenis te geven:
{\displaystyle \mathrm {Re} (\log z)=\log |z|}
{\displaystyle \mathrm {Im} (\log z)} is het argument van {\displaystyle z}.
Dus als {\displaystyle z=re^{i\theta }} met {\displaystyle r>0}, in polaire vorm, dan is {\displaystyle w=\ln r+i\theta } een logaritme van {\displaystyle z}. Heeltallige veelvouden van {\displaystyle 2\pi i} hierbij optellen geeft de andere waarden van {\displaystyle w} die voldoen aan {\displaystyle e^{w}=z}.